# Hamiville
Hamiville (luxembourgeois : Heesdref) est une section de la commune luxembourgeoise de Wincrange située dans le canton de Clervaux.

## Histoire
Avant le 1er janvier 1978, Hamiville faisait partie de l’ancienne commune de Boevange.